# Wiktor Arsenjewitsch Kapitonow

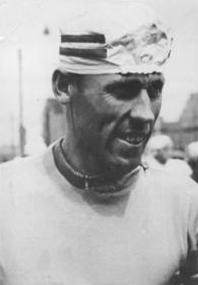
Wiktor Kapitonow (1961)

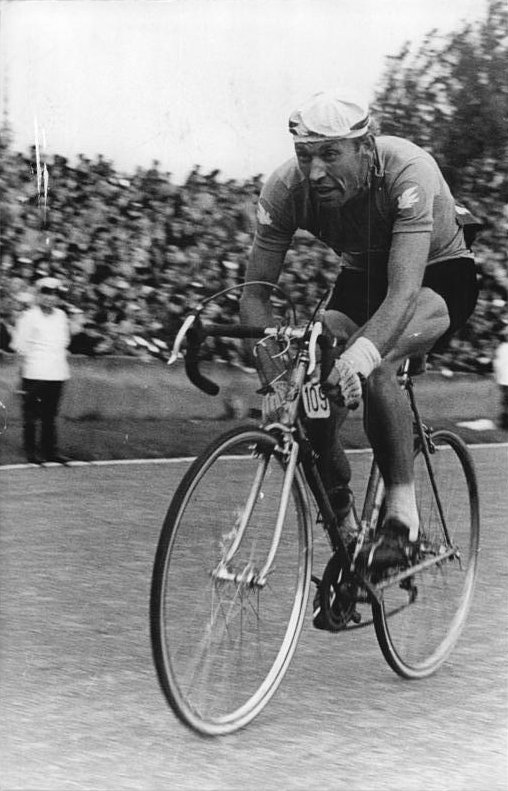
Kapitonow bei der Friedensfahrt 1961

Wiktor Arsenjewitsch Kapitonow (russisch Виктор Арсеньевич Капитонов; * 25. Oktober 1933 in Kalinin; † 1. März 2005 in Moskau) war ein sowjetischer Radrennfahrer. In seiner aktiven Zeit war er Mitglied im Club ZSKA Moskau und von Beruf Offizier.

## Leben
Zweimal nahm Wiktor Kapitonow an Olympischen Spielen teil: 1956 in Melbourne belegte er im Straßenrennen Platz 33; 1960 erreichte Wiktor Kapitonow den Olympiasieg im olympischen Straßenrennen und Bronze im Mannschaftszeitfahren. Er nahm siebenmal an der Internationalen Friedensfahrt  teil. Bei seinem ersten Start 1957 gewann er drei Etappen und wurde Gesamtdritter des Rennens. 1958 wurde er bester Bergfahrer (wie schon im Jahr zuvor) und gewann drei Etappen. 1961 wurde er Zweiter. Bei den UCI-Straßen-Weltmeisterschaften 1963 belegte er mit der Mannschaft der UdSSR Rang drei im Mannschaftszeitfahren. Im Einzelrennen der Weltmeisterschaft war der 11. Platz 1962 sein bestes Ergebnis. Zweimal – 1958 und 1959 – wurde er zudem Sowjetischer Meister im Straßenrennen, 1958 und 1964 im Mannschaftszeitfahren. 1956 siegte er in der Rundfahrt durch die Sowjetunion, die über 2.663 Kilometer führte. Er betrieb eine Zeitlang Eisschnelllauf als parallele Sportart neben dem Radsport und startete dort in der höchsten Leistungsklasse der UdSSR und gewann Meistertitel in dieser Disziplin.

## Berufliches
Nach seiner sportlichen Karriere war Kapitonow Trainer der sowjetischen Radsport-Nationalmannschaft. Zu seinen Schützlingen gehörte Sergei Suchorutschenkow, der 20 Jahre nach ihm Olympiasieger im Straßenrennen wurde.